# Holonimia
Holonimia (del griego ὅλον holon, "todo" y ὄνομα onoma, "nombre") es una noción semántica que se opone a meronimia, del mismo modo en que se oponen el todo y la parte. Así, por ejemplo, bicicleta es un holónimo, mientras que sillín, pedal y aro son merónimos.

## Generalidades
A diferencia de la relación "hiperonimia / hiponimia", que también distingue dos conceptos de distinto nivel, la relación "holonimia / meronimia" no es tanto de inclusión conceptual cuanto de inclusión material. En efecto, en la oposición "FLOR / Rosa, clavel, nardo", el hiperónimo (FLOR) es una categoría más abarcante que incluye entre sus miembros a la rosa, al clavel y al nardo, entre otras flores. En cambio, en la oposición "CASA / dormitorio, comedor, cocina", el holónimo nombra al todo que incluye materialmente a las partes (dormitorio, comedor, cocina, etc.).